# Embalse Katiri
Der Embalse Katiri oder Llallagua-Stausee ist ein 1915 fertiggestellter Stausee bei Llallagua (Quechua: „Llallawa“) im Departamento Potosí im Hochland des südamerikanischen Anden-Staates Bolivien.

## Lage
Fünfzehn Kilometer von der Llallagua-Mine entfernt fließt der Río Katiri auf einer Länge von 500 m durch eine enge Schlucht im Berg und macht an der engsten Stelle dieses Einschnitts eine fast rechtwinklige Kurve. An dieser Stelle war der Einschnitt auf einer Höhe von 20 m nur 2 m breit. Auf einer Höhe von 60 m betrug die Breite 30 m. Weiter oben weitet sich die Schlucht auf 180 m Breite aus.

## Hydrologie
Das Wasser des Flusses Katiri einschließlich dessen Zuflüssen Uncia, Zauta und Challanta fließt durch diesen Einschnitt. Die Wassermenge schwankt sehr stark. Der Trockenzeit im November folgen von Dezember bis April die starken Regenfälle des Frühjahrs. In der Trockenzeit beträgt der Gesamtabfluss der oben genannten Flüsse nicht mehr als 200 Liter pro Sekunde, während in der Regenzeit der 1900er und 1910er Jahre der Abfluss oft bis zu 70 m³ pro Sekunde anstieg. Das Wasser stammt aus einem Einzugsgebiet von 8.000 bis 10.000 Hektar. Vor dem Bau des Staudamms wurde gelegentlich ein Niederschlag von 20 Litern pro Quadratmeile gemessen. Dieser unregelmäßige Durchfluss erforderte, dass das gesamte Wasser, das während der Regenzeit fällt, aufgestaut wird, um eine konstante Stromversorgung zu gewährleisten, da der Durchfluss in der Trockenzeit für die Stromerzeugung nicht ausgereicht hätte.

## Auslegung des Staudamms

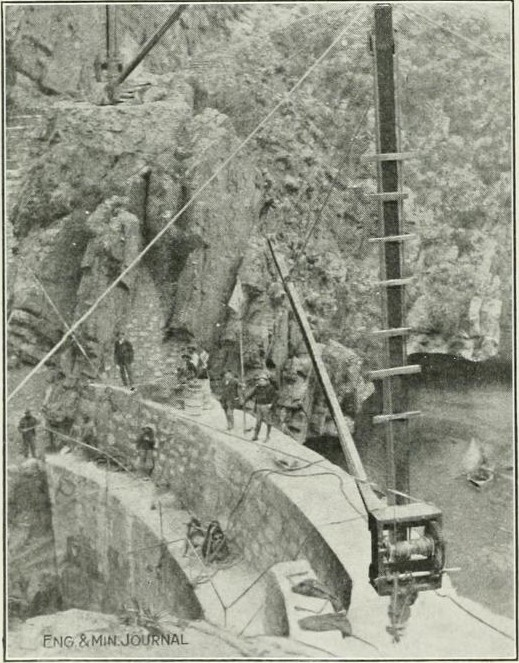
Bau des Staudamms

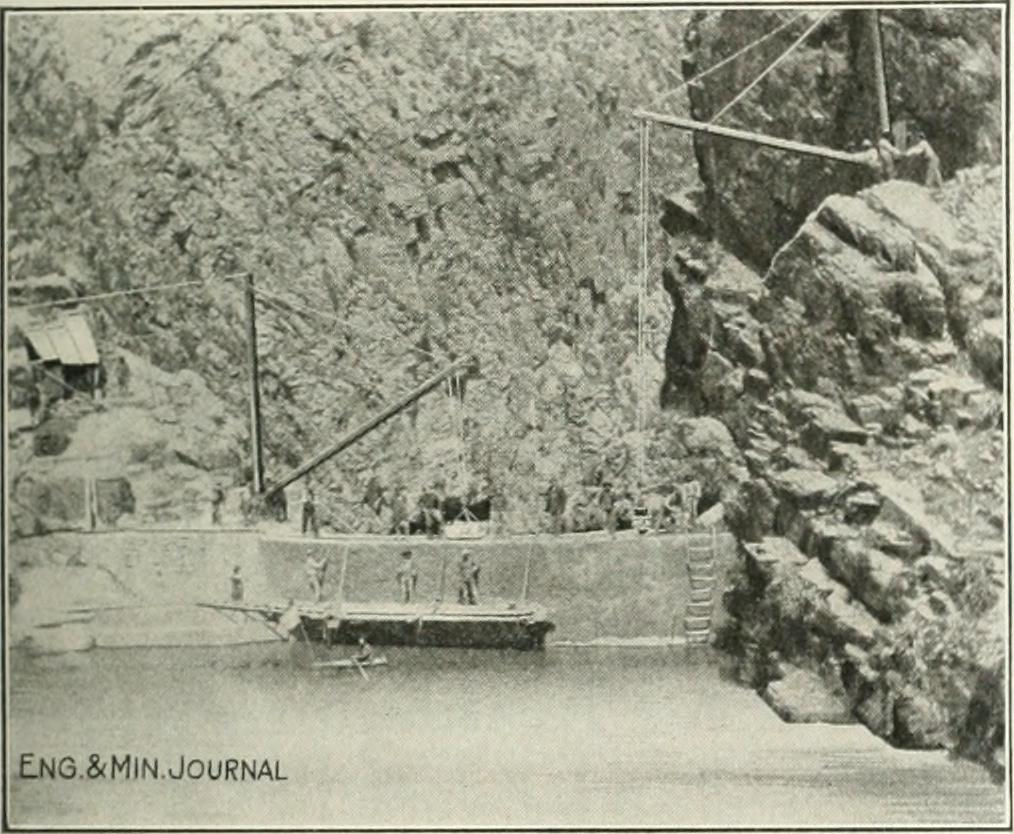
Staudammbau auf der Seeseite

Um das ganze Jahr über genügend Fallhöhe und Wasser für die Turbinen zu haben, war eine Fallhöhe von mindestens 30 m erforderlich, wobei der Staudamm für eine durchschnittliche Fallhöhe von 42 m ausgelegt wurde. Der Damm wurde daher für eine Höhe von 58 m ausgelegt, mit einem Überlaufwehr, das während der Regenzeit einen Wasserstand von 55 m aufrechterhalten sollte. Es wurde geschätzt, dass so genügend Wasser gespeichert werden kann, um das ganze Jahr über Strom zu liefern. Der so entstandene See ist 6500 m lang mit einer Breite zwischen 50 und 300 m und hat eine Kapazität für 18.000.000 bis 20.000.000 m³ Wasser. Der Damm ist sowohl horizontal als auch vertikal gebogen gebaut. Der horizontale Bogen hat einen Sinus von 559 mm (1 Fuß 10 Zoll), was als ratsam erachtet wurde, um dem hydraulischen Druck zu widerstehen.

## Bau des Staudamms

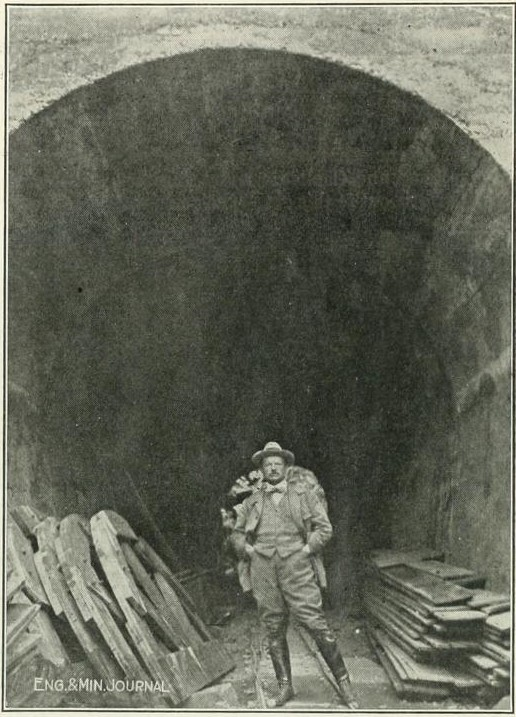
Decauville-Bahn im Wasserablasstunnel

Der Staudamm ist aus behauenen Steinen gebaut, die mit Flusssand und -kies, hydraulischem Kalk und Alsenzement verlegt wurden. Die Struktur wurde auf drei verschiedenen Ebenen mit I- und T-Trägern sowie Stahlseilen verstärkt. Das Dammfundament befindet sich 5 m unter dem Flussniveau und die Krone liegt 58 m über dem Fluss. Die Basis des Dammes ist 38 m dick. Auf einer Höhe von 55 m ist der Damm drei Meter dick, mit einer 3 m hohen und 1,5 m dicken Krone. Das Wasser erreicht die Turbinen durch einen 65 m langen Tunnel, in dem es durch ein 70 m langes Mannesmann-Rohr mit einem Durchmesser von 0,70 m fließt. Das Turbinenhaus ist für vier Turbinen gebaut, die direkt an ihre jeweiligen Generatoren angeschlossen sind, von denen 1915 drei bereits installiert waren. Die von Escher Wyss & Cie gebauten Turbinen in horizontaler Bauweise schlucken jeweils je nach Wasserstand 180 bis 300 Liter Wasser pro Sekunde und entwickelten 150 bis 235 kW (200 bis 320 PS). Die Generatoren laufen mit 750 Umdrehungen pro Minute und erzeugen eine Spannung von 3000 Volt, die auf 10.000 Volt transformiert wird, um zur Mine übertragen zu werden. Der Leitungsverlust über 15 km beträgt 150 Volt. Die Leitung verläuft über Grund in einer Höhe von 3500 bis 5000 Meter über dem Meer.
Das Ablasswehr befindet sich etwa einen Kilometer oberhalb des Damms in der Vertiefung eines Hügels, der sich in der Mitte der scharfen Kurve des Flusses befindet. Das abgelassene Wasser mündet unterhalb des Dammes in das Flussbett.
Der Damm stellte bereits kurz nach seiner Fertigstellung seine Widerstandsfähigkeit und Stärke unter Beweis, als er vor der Fertigstellung des Abflusskanals ein Hochwasser mit einem Überlauf von einem Meter Tiefe an der Krone erfolgreich überstanden hat.

## Transport
Die drei Jahre dauernden Bauarbeiten waren wegen der großen Entfernung zur Küste besonders schwierig. Die Bahnstrecke vom Hafen nach Cahllapata war 900 km lang. Von dort aus wurde das Baumaterial in zweirädrigen Wagen in fünf Tagesreisen bis zur Mine gebracht. Der Fuhrwerkstransport von der Erzmühle bis zur Bergstation der Standseilbahn benötigte einen Tag. Der Zement wurde auf Lamas von der Eisenbahn zur Baustelle gebracht. Die Lamas brauchten sieben Tage für die Strecke und waren manchmal wochenlang unterwegs, wobei ein großer Teil des Zements unterwegs verloren ging.

### Decauville-Bahn
Von der Talstation der Standseilbahn wurde das Baumaterial auf einer Decauville-Bahn mit einer Spurweite von 600 mm bis zur Staumauer transportiert.

### Schmalspurbahn

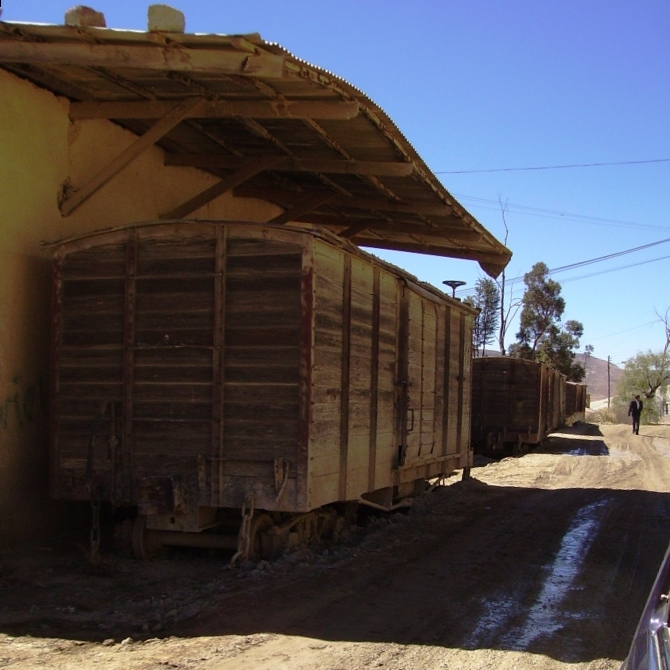
In Vergessenheit geratene Schmalspurwagen

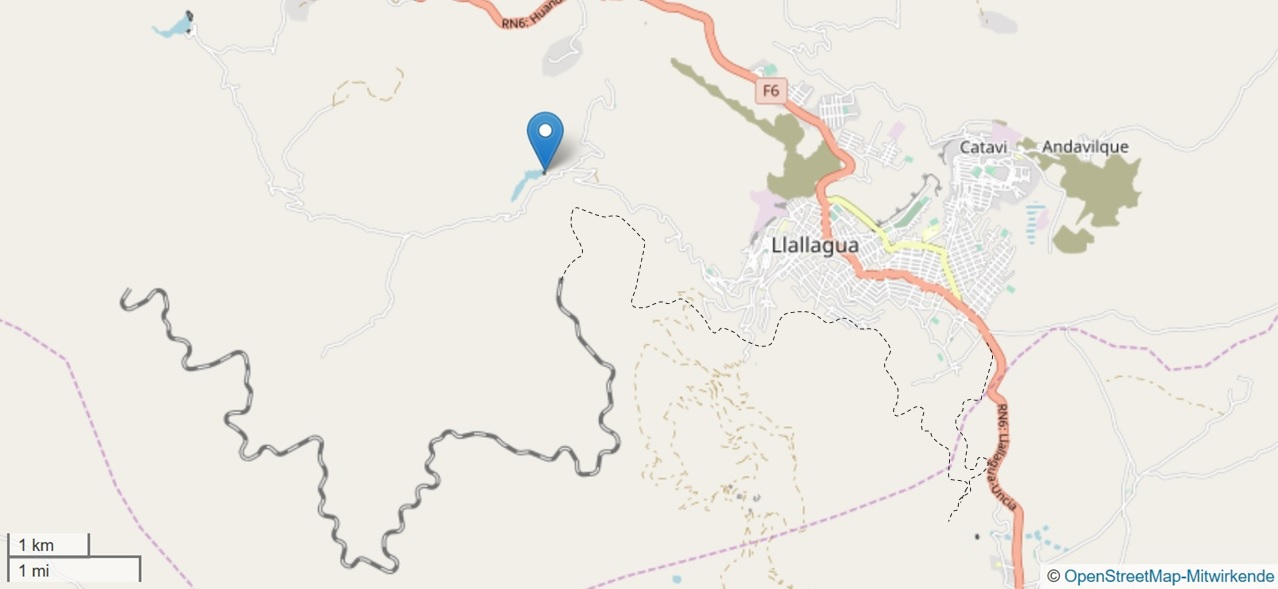
Staudamm (blau markiert) und Streckenverlauf der Meterspur-Schmalspurbahn

Der Zinnproduzent Simon Patirio baute, um die Produktionskosten zu senken, 1923 eine kurvenreiche Meterspur-Schmalspurbahn, die von Challapata nach Llallagua führte. Nach der Inbetriebnahme der Bahnlinie verdoppelte Llallagua seine Exporte von 15.500 Tonnen im Jahr 1924 auf 33.400 Tonnen im Jahr 1929, was dann 38 % der gesamten nationalen Zinnproduktion ausmachte. Die Bahn wurde inzwischen stillgelegt, aber von ihr sind noch einige denkmalgeschützte Güterwagen erhalten.

## Vermarktung
Nachdem drei Jahre in den Bau dieses Staudammes investiert worden waren und dieser gerade begonnen hatte, die Llallagua Tin Mining Co. mit billigem Strom zu versorgen, wurde das Unternehmen, das das Zinn vermarktet hat, in den Ersten Weltkrieg verwickelt. Obwohl die Vereinigten Staaten zu dieser Zeit den Großteil der Weltproduktion von Zinn benötigten, gab es in Amerika zu dieser Zeit niemanden, der die bolivianischen Zinnkonzentrate kaufen und schmelzen wollte. Die Amerikaner sprachen lauthals darüber, den Bedarf Südamerikas decken zu wollen, aber sie vergaßen, dass der Hauptbedarf ein Markt für Nitrate, Zinn, Kupfer, Silber, Gummi, Baumwolle und all die verschiedenen Produkte der südamerikanischen Länder war.